# Megachile austeni
Megachile austeni är en biart som beskrevs av Cockerell 1906. Megachile austeni ingår i släktet tapetserarbin, och familjen buksamlarbin. Inga underarter finns listade i Catalogue of Life.